# Haberner Steig
Der Haberner Steig (tschechisch Haberská stezka), auch bekannt als Haberner Landessteig, war eine der wichtigsten mittelalterlichen Handelsstraßen zwischen Böhmen und Mähren und Teil des Fernhandelswegs von Prag nach Wien. Benannt wurde er nach dem Dorf Habern (tschechisch: Habry), das an ihm lag.

## Name und Geschichte
Die Bezeichnung „Haberner Steig“ geht darauf zurück, dass diese Straße im Abschnitt von Habern ihren größten Höhenunterschied überwindet, den Aufstieg von Čáslav (Tschaslau, 231 m n.m.) nach Kámen u Habrů (Steinsdorf, 520 m n.m), Habern selbst liegt auf 468 m Höhe. 
Der Haberner Steig wird bereits im Jahre 1101 in der Chronica Boemorum des Cosmas von Prag erwähnt. Darin berichtet Cosmas, dass Ulrich von Brünn mit seinen Truppen auf dem Weg nach Prag „durch eine schmale Straße und einen überaus schmalen Pfad durch den Wald nach Habern“ gezogen sei, um in Prag seine Ansprüche auf die Thronfolge durchzusetzen.

## Verlauf
Der Abschnitt, der von Prag über Hrdlořezy (Kehlen, heute ein Stadtteil von Prag) nach Kolín führte, wurde auch als der „alte Haberner Steig“ bezeichnet. Der eigentliche Haberner Steig begann in Kolín (Kolin), führte durch Čáslav (Tschaslau), Habry (Habern), Kámen u Habrů (Steinsdorf), Nemecky Brod (Deutsch Brod), Jihlava (Iglau), Brtnice (Pirnitz), südwestlich an Třebíč (Trebitsch) vorbei nach Znojmo (Znaim) an die Grenze zu Österreich.
Der weitere Abschnitt dieser Altstraße bis Wien hieß in Österreich traditionell die Prager Straße. Orte an dieser Straße, von Wien aus gesehen sind: Wien-Floridsdorf, Langenzersdorf, Korneuburg, Spillern, Stockerau, Sierndorf, Göllersdorf, Hollabrunn, Schöngrabern, Guntersdorf, Kleinhaugsdorf und dann Znaim (Znojmo). Die heutige österreichische B 303 folgt genau der alten Trasse. Teilweise wurde in Österreich auch die gesamte Fernstraße nach Prag als „Prager Straße“ bezeichnet.

## Der Haberner Steig im heutigen Straßensystem
Die heutige tschechische Staatsstraße 12 zwischen Prag und Kolin folgt eng der Trasse des alten Haberner Steigs. Zwischen Kolin und Znojmo (Znaim) folgt dann die Staatsstraße 38 bis Jihlava (Iglau) weitgehend dem Haberner Steig, südlich davon bis etwas hinter Brtnice (Pirnitz) folgt die Staatsstraße 405 der alten Route. Im weiteren Verlauf bis Moravské Budejovice (Mährisch Budwitz) folgt keine moderne Fernstraße der alten Trasse, ab dann bis Znojmo (Znaim) tut dies wieder die Staatsstraße 38.